# Swarovski
Сваровски АГ Ватенс је аустријски произвођач прецизно сечених кристала. Име је добила по оснивачу Данијелу Сваровском. Предузеће самостално или преко својих подружница запошљава више од 25 000 запослених у 40 земаља.

## Историја
Историја компаније је почела у месту Јиретин под Буковином, у близини Јаблонеца. Ту је 1862. рођен је Данијел Сваровски, који је изучавао уметност у фирми Гебрудер Фаикс. Представници компаније су послали младог Данијела у Беч, где се производњом накита бавило неколико мајстора. Сваровски је преузео од њих искуство и техничко знање за израду накита. Током једне изложбе у Бечу састао са Сваровски са Кризиком Френсисем, који је инсталирао електрично осветљење. То је био инспирација за Данијела да развије машину за брушење стакла на електрични погон. Мало ко може да увиди разлику између оригиналних и огрлица са сваровски елементима. Уз помоћ одређених машина, само у САД, Немачкој, и у Уједињеном Краљевству може се утврдити састав сварвоски кристала.
Године 1892. Сваровски је патентирао машину и почиње сопствену производњу. Да би добио неопходан капитал за финансирање производње, средства је уложио његов клијент из Француске Арманд Косман. Сваровски се преселио у аустријски град Ватенс, у близини Инзбрука, где је изнајмио стару фабрику. Ту је изградио хидроелектране на реци Ин, који је производила довољну количину струје за потребе фабрике.
Године 1895. Сваровски је основао сопствену компанију за производњу накита и бижутерије која се веома брзо пробила на тржишту, углавном због производње стаклене имитације драгог камења. Компанија извози накит у Немачку, САД и Уједињено Краљевство.